# 正雀駅
正雀駅（しょうじゃくえき）は、大阪府摂津市阪急正雀にある、阪急電鉄京都本線の駅。駅番号はHK-66。

## 概要
摂津市と吹田市の市境を流れる正雀川をまたぐように設置されており、ホームの半分以上は吹田市域に位置するが、駅舎は摂津市側に所在している。また、字名には「阪急」の名が冠されている。
駅の北側一帯には正雀車庫・正雀工場が広がっている。競合するJR京都線（東海道本線）のすぐ脇まで迫っており、JRの車窓からも留置されている電車などがよく見える。なお、同線の岸辺駅とは徒歩6分・500メートル程度の距離にあるが、阪急電鉄・西日本旅客鉄道（JR西日本）両社共に公式ホームページ等での乗り換え案内は行われていない。

## 歴史
- 1928年（昭和3年）1月16日：新京阪鉄道の淡路駅 - 高槻町駅（現在の高槻市駅）間開通と同時に開業[2]。
- 1930年（昭和5年）9月15日：会社合併により京阪電気鉄道新京阪線の駅となる[2]。
- 1943年（昭和18年）10月1日：会社合併により京阪神急行電鉄（現在の阪急電鉄）の駅となる[2]。
- 1949年（昭和24年）12月1日：新京阪線が京都本線に改称され、当駅もその所属となる[2]。
- 1980年（昭和55年）：橋上駅舎化[1]。
- 2013年（平成25年）12月21日：駅番号導入[2]。

## 駅構造
島式2面4線のホームを持つ地上駅で、橋上駅舎を有し、改札口は橋上の1か所のみにある。トイレは改札内にある。
バリアフリー工事が完了した2008年（平成20年）2月29日より、各ホームと改札口にフルカラーLED式の発車案内が設置された。
これとは別に、電車の接近や広報用の1段表示の案内板も各ホームに設置された。その代わりに、下りホームにあった列車の接近を喚起する行灯式の点滅案内板は撤去された。

### のりば
島式ホームに接しない車庫線を1号線としてカウントしているため、ホーム番号は2号線から設定されている。
| 号線 | 路線      | 方向 | 行先                                 | 備考                |
| ---- | --------- | ---- | ------------------------------------ | ------------------- |
| 2・3 | ■京都本線 | 上り | 茨木市・高槻市・京都河原町・嵐山方面 |                     |
| 4・5 | ■京都本線 | 下り | 淡路・十三・大阪梅田・天下茶屋方面   | 一部は2号線から発車 |

- 内側2線（3号線と4号線）が主本線、外側2線（2号線と5号線）が待避線である。
- 日中の普通は上りが本線の3号線、下りも本線の4号線に発着する。なお、土休日は特急・準急（快速特急の通過も含む）を連続で待避するため待避線の5号線に発着する。2号線・4号線は朝夕のラッシュ時を中心に使用される。
- 正雀車庫があるため、朝晩には当駅始発・終着の列車も設定されている。2号線が正雀車庫に直結する配線となっている関係で、当駅始発の列車は、京都河原町方面行きのほか、一部の逆方向の大阪梅田方面行きも2号線から発車する。
- 当駅始発の大阪梅田方面行きは一貫して早朝にしか設定されておらず、夕方に正雀車庫から出庫する列車は南隣の相川始発としている。
- 天下茶屋方面発着便にも当駅終着の列車があり、地下鉄堺筋線の車両の場合、当駅 - 相川駅間にある東吹田検車場（Osaka Metro所有）から出入庫する。

- 運用の関係で、毎日数本の普通高槻市行きが当駅で車両の交換を行う。

### バリアフリー化について
1981年（昭和56年）の橋上駅舎化以後、橋上の改札口へは原則として階段を利用しなければなかったが、利便性向上のため2006年（平成18年）より順次バリアフリー化工事が実施された。
同年7月25日には東口に、翌2007年（平成19年）3月30日には西口に駅入口と改札口を結ぶエレベーターが設けられた。また、改札内にも2007年9月1日にホームとを結ぶ下りエスカレーター（運用は6時10分から終電まで）、2008年2月29日にはホームと改札を連絡するエレベーターが2基設置された。これと完成と同時に、トイレについても多機能タイプを新設した。
バリアフリー化工事の完了後、有人の改札通路が従来の反対側へ移り、4基ある自動改札機も全て手前へ移動し、また売店は、改札外から改札内へ移転している。

駅舎が地上にあった頃の改札口跡は、京都本線をくぐる地下道（公道）になっている。

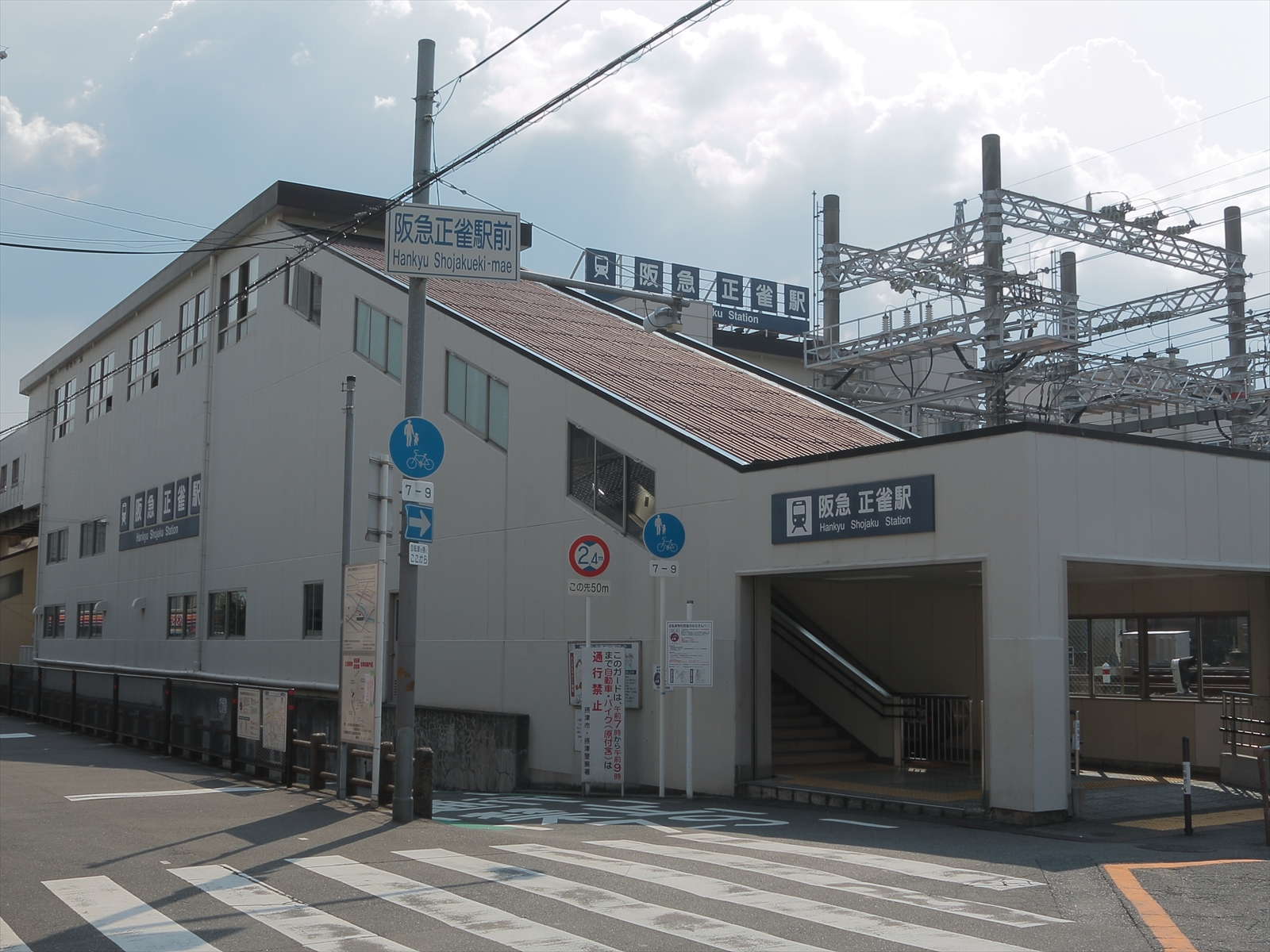
東口（2015年8月）
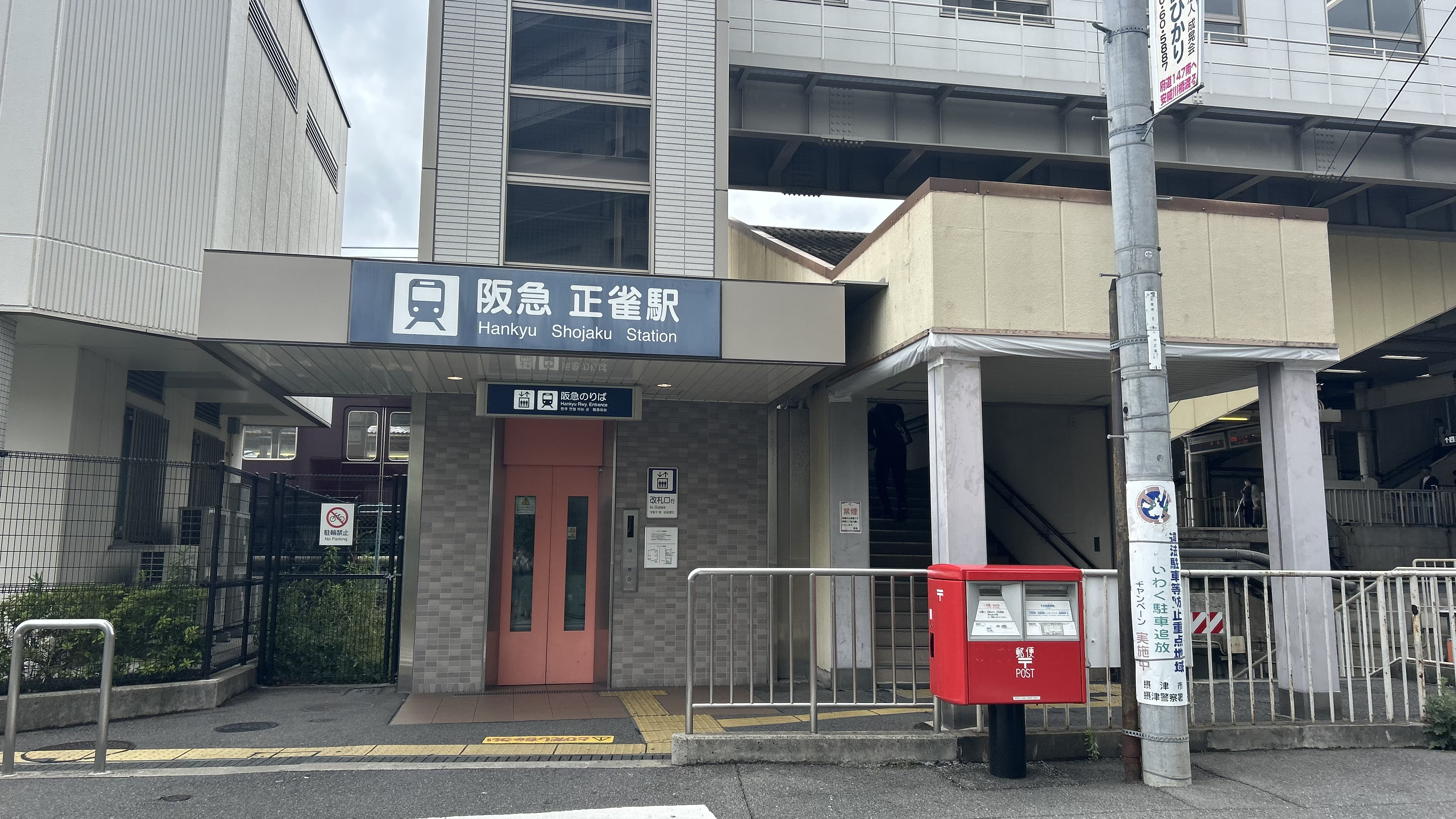
南口（2025年5月）
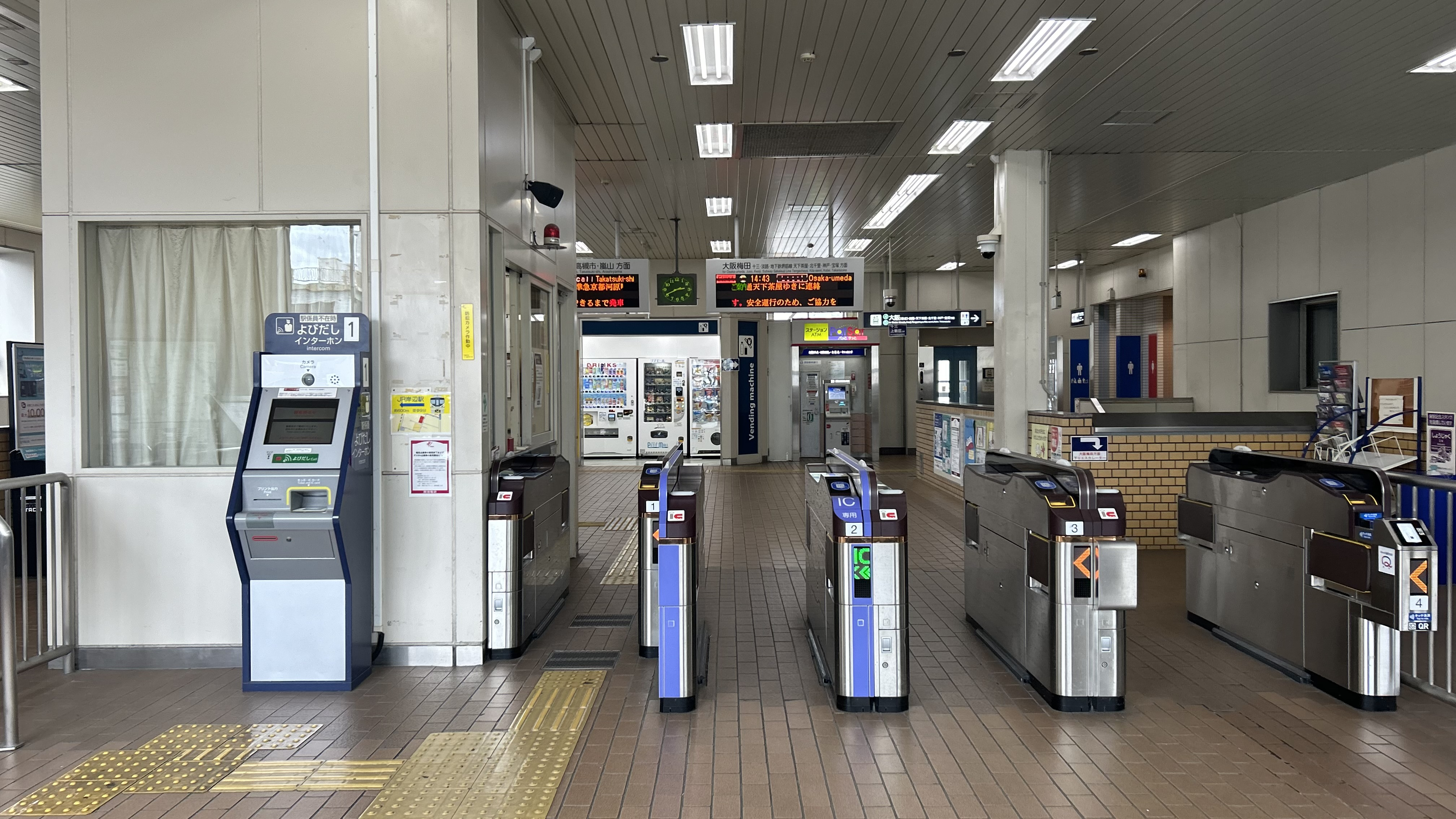
改札口（2025年5月）
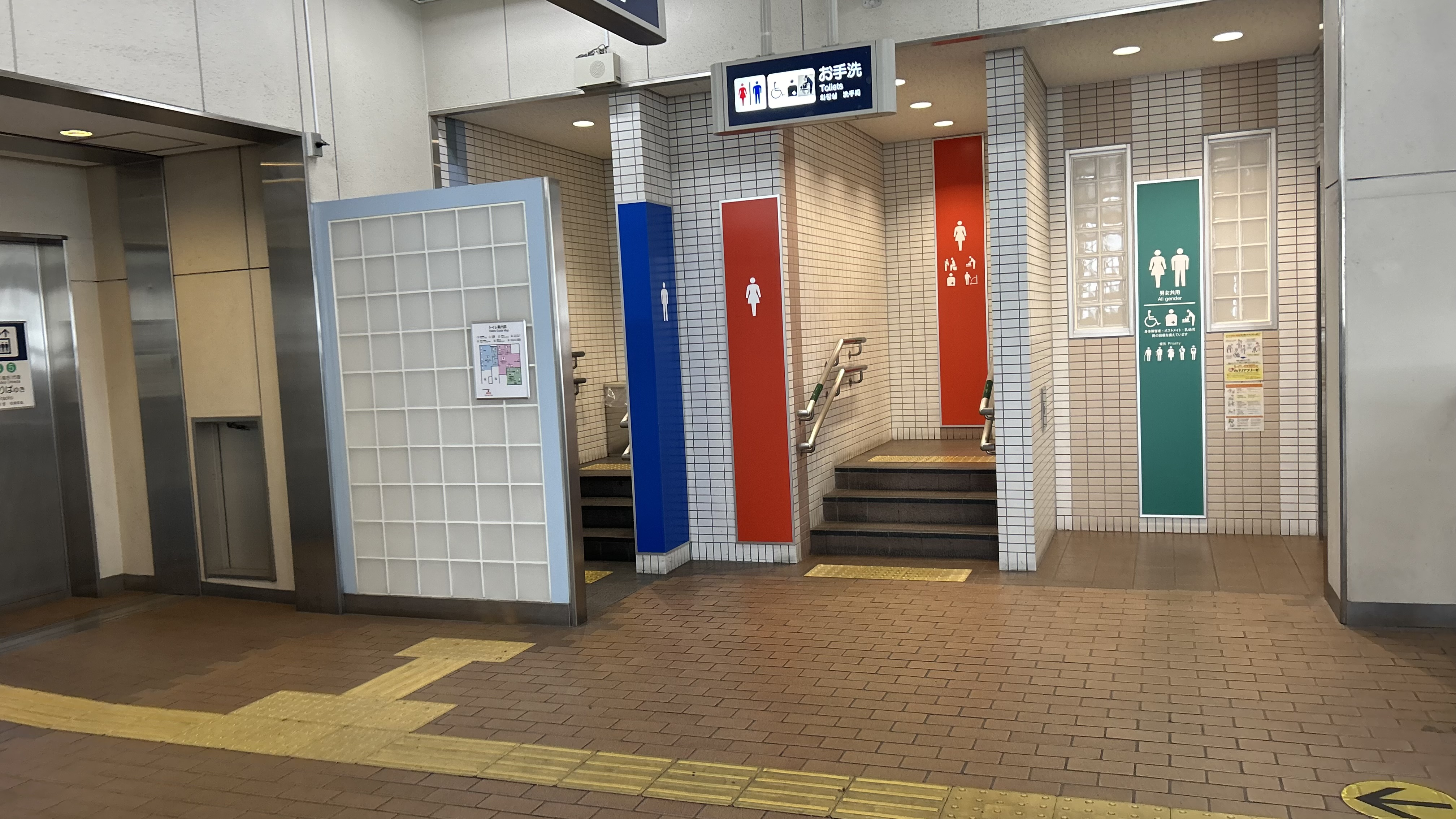
トイレ
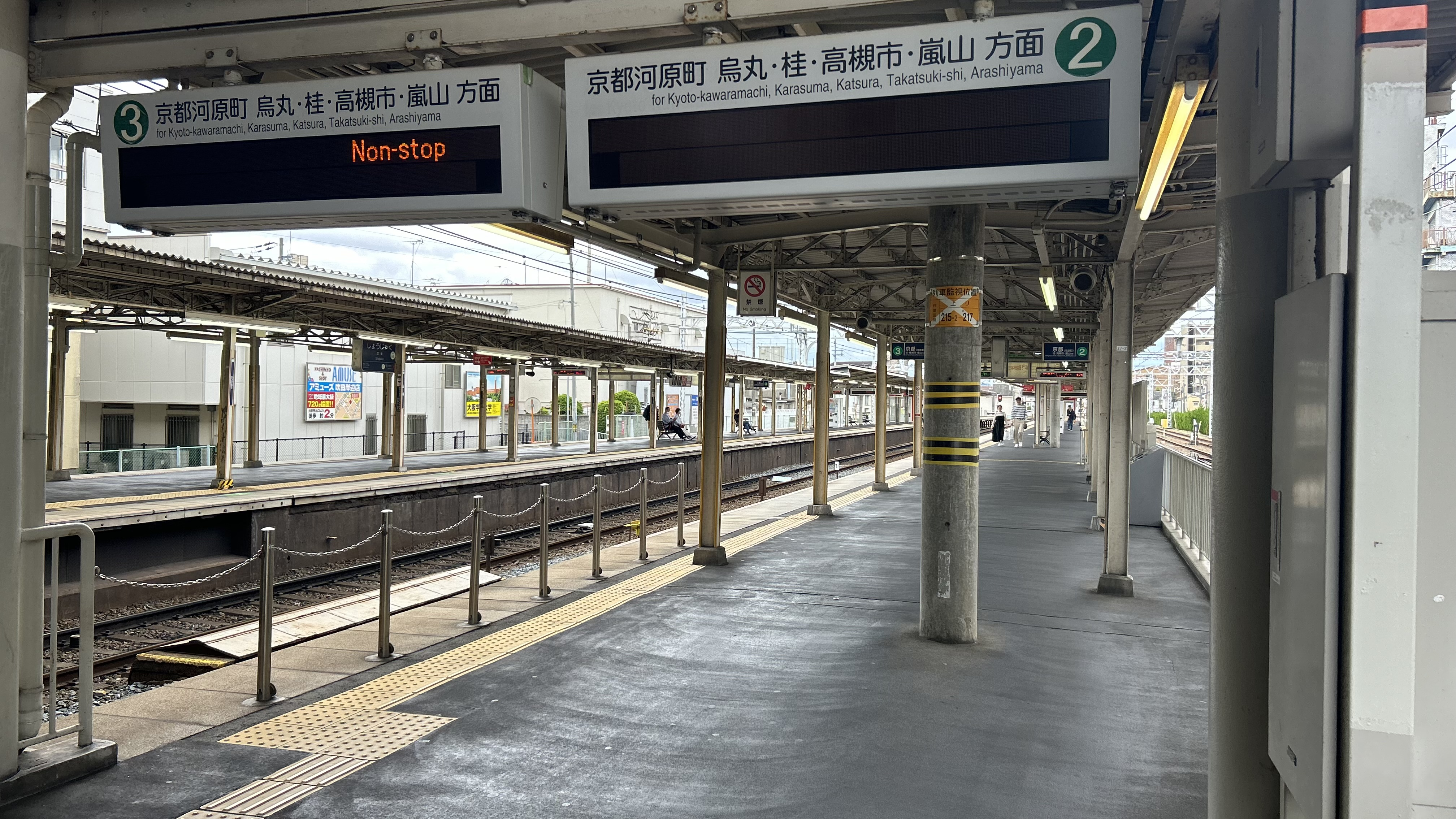
2・3号線ホーム（2025年5月）
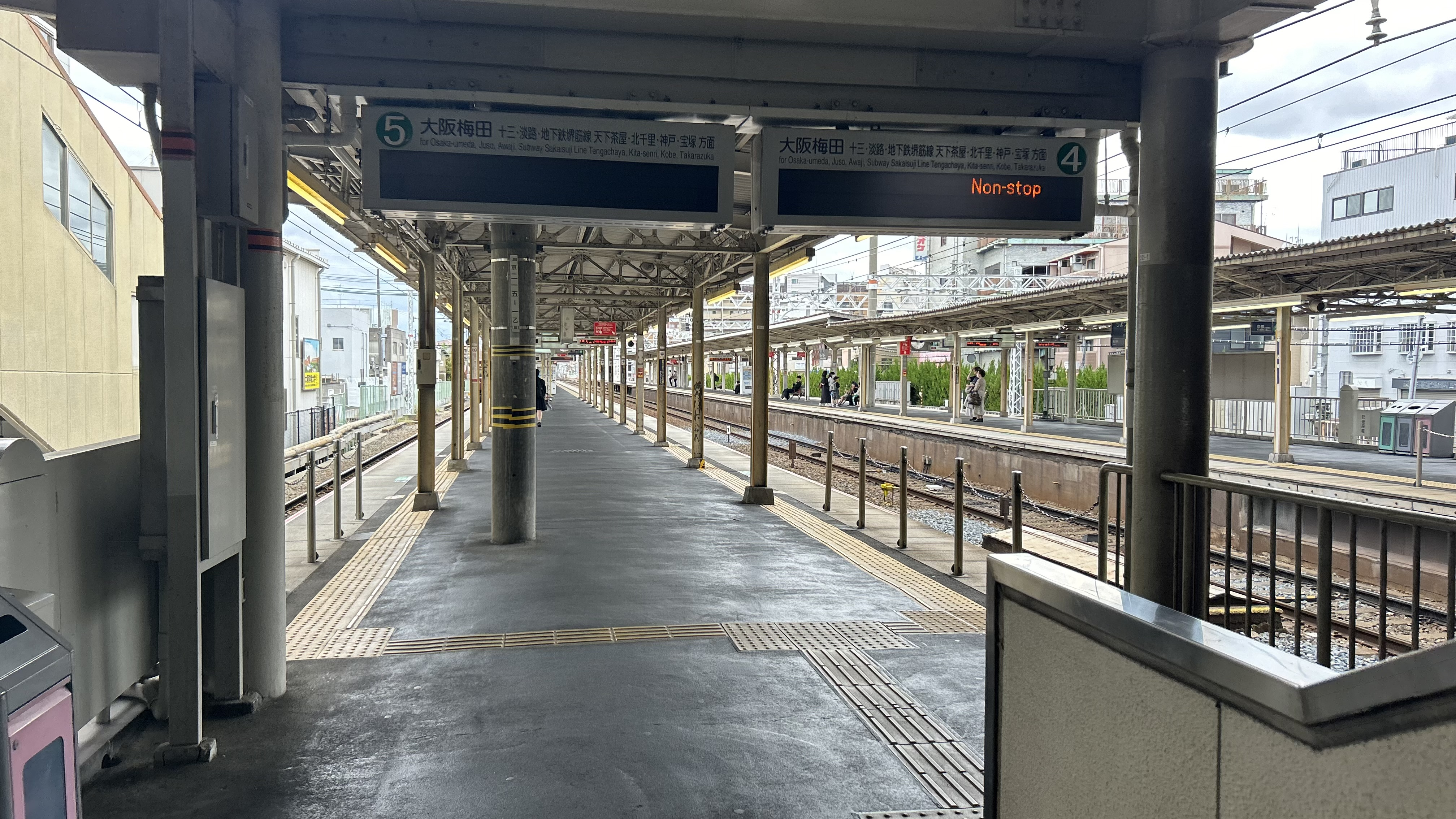
4・5号線ホーム（2025年5月）
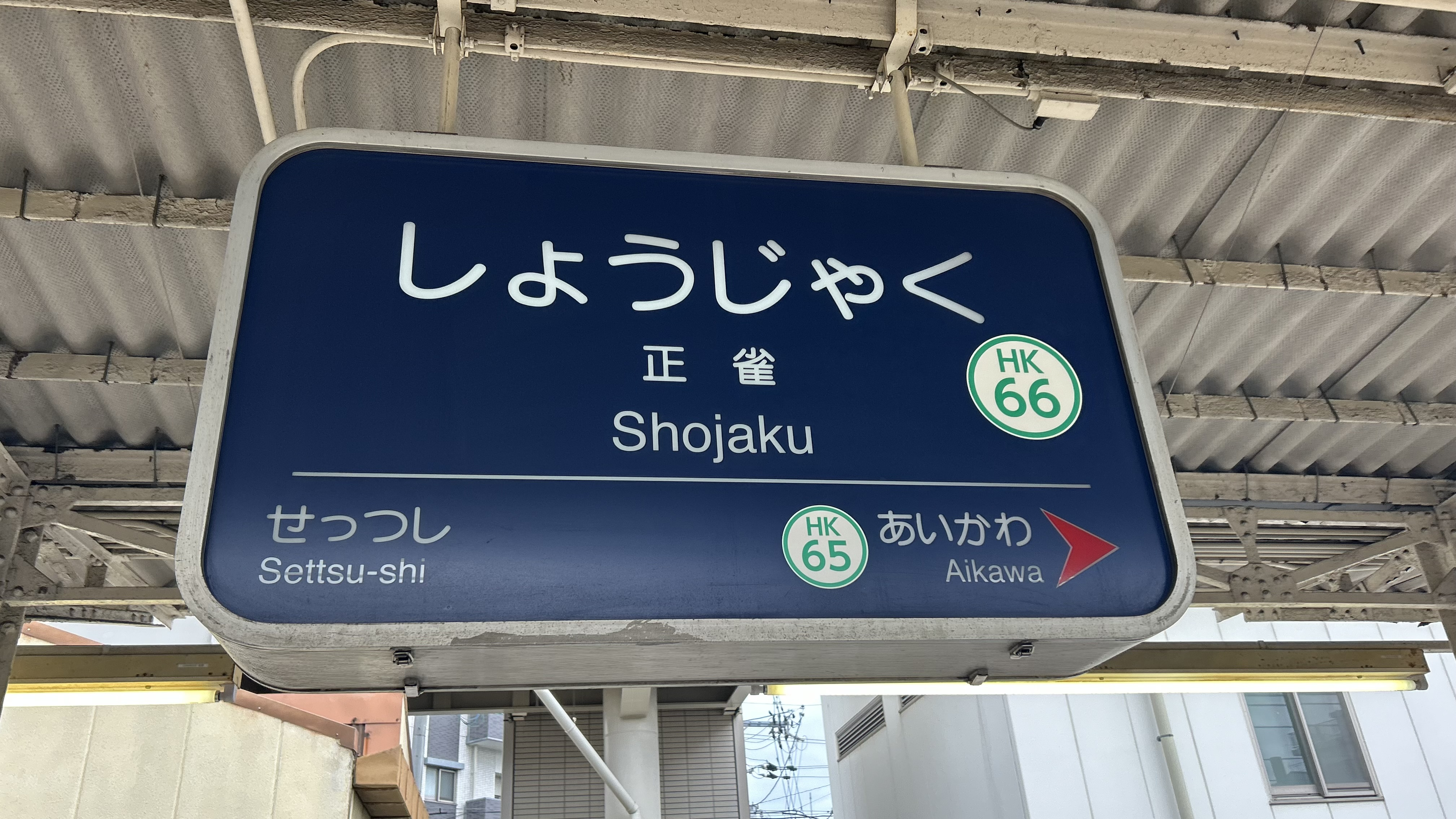
駅名標

## 利用状況
2024年（令和6年）の1日平均乗降人員は14,983人である。阪急全線で52位（51位＝相川駅、53位＝吹田駅）。

### 年次別利用状況
各年次の乗降人員の推移は下表のとおり。2015年（平成27年）までは平日限定、2017年（平成29年）以降は通年平均となっている。2016年（平成28年）は通年平均の上位50駅のみが公表されており、ランク外となった当駅の順位・利用者数は非公表となっている。
| /        | 年次               | 乗車人員 | 降車人員 | 乗降人員 | 順位 | 出典        |
| -------- | ------------------ | -------- | -------- | -------- | ---- | ----------- |
| 平日限定 | 2012年（平成24年） | 9,596    | 9,520    | 19,116   | 45位 | [ 阪急 2 ]  |
| 平日限定 | 2013年（平成25年） | 9,476    | 9,380    | 18,856   | 46位 | [ 阪急 3 ]  |
| 平日限定 | 2014年（平成26年） | 9,436    | 9,353    | 18,789   | 46位 | [ 阪急 4 ]  |
| 平日限定 | 2015年（平成27年） | 9,490    | 9,414    | 18,904   | 47位 | [ 阪急 5 ]  |
| 通年平均 | 2017年（平成29年） | -        | -        | 15,604   | 52位 | [ 阪急 6 ]  |
| 通年平均 | 2018年（平成30年） | -        | -        | 15,739   | 52位 | [ 阪急 7 ]  |
| 通年平均 | 2019年（令和元年） | -        | -        | 15,972   | 52位 | [ 阪急 8 ]  |
| 通年平均 | 2020年（令和02年） | -        | -        | 11,961   | 52位 | [ 阪急 9 ]  |
| 通年平均 | 2021年（令和03年） | -        | -        | 12,337   | 53位 | [ 阪急 10 ] |
| 通年平均 | 2022年（令和04年） | -        | -        | 13,670   | 52位 | [ 阪急 11 ] |
| 通年平均 | 2023年（令和05年） | -        | -        | 14,513   | 52位 | [ 阪急 12 ] |
| 通年平均 | 2024年（令和06年） | -        | -        | 14,983   | 52位 | [ 阪急 1 ]  |

### 年度別利用状況
各年度の1日あたりの利用状況は下表のとおり。特定日の利用者数は大阪府統計年鑑、1日平均利用者数は摂津市統計要覧による。
| 年度               | 特定日   | 特定日   | 特定日   | 1日平均  | 1日平均  | 1日平均  | 出典          | 出典          |
| 年度               | 乗車人員 | 降車人員 | 乗降人員 | 乗車人員 | 降車人員 | 乗降人員 | 大阪府        | 摂津市        |
| ------------------ | -------- | -------- | -------- | -------- | -------- | -------- | ------------- | ------------- |
| 1966年（昭和41年） | 9,136    |          |          |          |          |          | [ 大阪府 1 ]  |               |
| 1967年（昭和42年） | 10,782   |          |          |          |          |          | [ 大阪府 2 ]  |               |
| 1968年（昭和43年） | 11,355   |          |          |          |          |          | [ 大阪府 3 ]  |               |
| 1969年（昭和44年） | 11,767   |          |          |          |          |          | [ 大阪府 4 ]  |               |
| 1970年（昭和45年） | 12,144   |          |          |          |          |          | [ 大阪府 5 ]  |               |
| 1971年（昭和46年） | 11,939   |          |          |          |          |          | [ 大阪府 6 ]  |               |
| 1972年（昭和47年） | 12,888   |          |          |          |          |          | [ 大阪府 7 ]  |               |
| 1973年（昭和48年） | 12,686   |          |          |          |          |          | [ 大阪府 8 ]  |               |
| 1974年（昭和49年） | 12,453   |          |          |          |          |          | [ 大阪府 9 ]  |               |
| 1975年（昭和50年） | 13,771   |          |          |          |          |          | [ 大阪府 10 ] |               |
| 1976年（昭和51年） | 14,180   |          |          |          |          |          | [ 大阪府 11 ] |               |
| 1977年（昭和52年） | 14,979   |          |          |          |          |          | [ 大阪府 12 ] |               |
| 1978年（昭和53年） | 13,881   |          |          |          |          |          | [ 大阪府 13 ] |               |
| 1979年（昭和54年） | 14,820   |          |          |          |          |          | [ 大阪府 14 ] |               |
| 1980年（昭和55年） | 16,237   |          |          |          |          |          | [ 大阪府 15 ] |               |
| 1981年（昭和56年） | 16,318   |          |          |          |          |          | [ 大阪府 16 ] |               |
| 1982年（昭和57年） | 17,098   | 17,255   | 34,353   |          |          |          | [ 大阪府 17 ] |               |
| 1983年（昭和58年） | 17,286   | 17,386   | 34,672   |          |          |          | [ 大阪府 18 ] |               |
| 1984年（昭和59年） | 17,529   | 17,706   | 35,235   |          |          |          | [ 大阪府 19 ] |               |
| 1985年（昭和60年） | 17,822   | 17,256   | 35,078   |          |          |          | [ 大阪府 20 ] |               |
| 1986年（昭和61年） | 17,202   | 16,146   | 33,348   |          |          |          | [ 大阪府 21 ] |               |
| 1987年（昭和62年） | 17,767   | 17,264   | 35,031   |          |          |          | [ 大阪府 22 ] |               |
| 1988年（昭和63年） | 16,292   | 14,902   | 31,194   |          |          |          | [ 大阪府 23 ] |               |
| 1989年（平成元年） |          |          |          |          |          |          | [ 大阪府 24 ] |               |
| 1990年（平成02年） | 15,113   | 15,929   | 31,042   |          |          |          | [ 大阪府 25 ] |               |
| 1991年（平成03年） |          |          |          |          |          |          | [ 大阪府 26 ] |               |
| 1992年（平成04年） | 14,931   | 14,186   | 29,117   |          |          |          | [ 大阪府 27 ] |               |
| 1993年（平成05年） |          |          |          |          |          |          | [ 大阪府 28 ] |               |
| 1994年（平成06年） |          |          |          |          |          |          | [ 大阪府 29 ] |               |
| 1995年（平成07年） | 12,068   | 12,406   | 24,474   |          |          |          | [ 大阪府 30 ] |               |
| 1996年（平成08年） | 13,983   | 14,675   | 28,658   |          |          |          | [ 大阪府 31 ] |               |
| 1997年（平成09年） | 13,885   | 14,588   | 28,473   |          |          |          | [ 大阪府 32 ] |               |
| 1998年（平成10年） | 14,340   | 14,854   | 29,194   |          |          |          | [ 大阪府 33 ] |               |
| 1999年（平成11年） |          |          |          |          |          |          | [ 大阪府 34 ] |               |
| 2000年（平成12年） | 13,669   | 13,699   | 27,368   |          |          |          | [ 大阪府 35 ] |               |
| 2001年（平成13年） | 10,856   | 11,009   | 21,865   |          |          |          | [ 大阪府 36 ] |               |
| 2002年（平成14年） | 12,208   | 12,386   | 24,594   |          |          |          | [ 大阪府 37 ] |               |
| 2003年（平成15年） | 11,584   | 12,127   | 23,711   | 11,890   | 12,325   | 24,215   | [ 大阪府 38 ] | [ 摂津市 1 ]  |
| 2004年（平成16年） | 10,397   | 11,466   | 21,863   | 11,732   | 11,624   | 23,356   | [ 大阪府 39 ] | [ 摂津市 1 ]  |
| 2005年（平成17年） | 11,244   | 11,368   | 22,612   | 11,888   | 11,523   | 23,411   | [ 大阪府 40 ] | [ 摂津市 1 ]  |
| 2006年（平成18年） | 10,601   | 10,970   | 21,571   | 11,151   | 11,111   | 22,262   | [ 大阪府 41 ] | [ 摂津市 1 ]  |
| 2007年（平成19年） | 10,425   | 10,735   | 21,160   | 11,009   | 10,852   | 21,861   | [ 大阪府 42 ] | [ 摂津市 1 ]  |
| 2008年（平成20年） | 10,402   | 10,680   | 21,082   | 10,975   | 10,806   | 21,781   | [ 大阪府 43 ] | [ 摂津市 2 ]  |
| 2009年（平成21年） | 10,139   | 10,680   | 20,819   | 10,881   | 10,757   | 21,638   | [ 大阪府 44 ] | [ 摂津市 3 ]  |
| 2010年（平成22年） | 9,416    | 9,992    | 19,408   | 10,172   | 10,056   | 20,228   | [ 大阪府 45 ] | [ 摂津市 4 ]  |
| 2011年（平成23年） | 9,381    | 9,968    | 19,349   | 10,191   | 10,061   | 20,252   | [ 大阪府 46 ] | [ 摂津市 5 ]  |
| 2012年（平成24年） | 9,012    | 9,555    | 18,567   | 9,876    | 9,630    | 19,506   | [ 大阪府 47 ] | [ 摂津市 6 ]  |
| 2013年（平成25年） | 9,071    | 9,771    | 18,842   | 9,990    | 9,839    | 19,829   | [ 大阪府 48 ] | [ 摂津市 7 ]  |
| 2014年（平成26年） | 9,013    | 9,841    | 18,854   | 9,941    | 9,891    | 19,832   | [ 大阪府 49 ] | [ 摂津市 8 ]  |
| 2015年（平成27年） | 9,118    | 9,902    | 19,020   | 10,053   | 9,968    | 20,021   | [ 大阪府 50 ] | [ 摂津市 9 ]  |
| 2016年（平成28年） | 8,453    | 9,202    | 17,655   | 9,437    | 9,293    | 18,730   | [ 大阪府 51 ] | [ 摂津市 10 ] |
| 2017年（平成29年） | 8,686    | 9,546    | 18,232   | 9,720    | 9,616    | 19,336   | [ 大阪府 52 ] | [ 摂津市 11 ] |
| 2018年（平成30年） | 8,777    | 9,908    | 18,685   | 10,075   | 10,010   | 20,085   | [ 大阪府 53 ] | [ 摂津市 12 ] |
| 2019年（令和元年） | 10,221   | 10,319   | 20,540   | 10,345   | 10,407   | 20,752   | [ 大阪府 54 ] | [ 摂津市 13 ] |
| 2020年（令和02年） | 8,424    | 8,289    | 16,713   | 8,533    | 8,370    | 16,903   | [ 大阪府 55 ] | [ 摂津市 14 ] |
| 2021年（令和03年） | 8,626    | 8,565    | 17,191   | 8,721    | 8,625    | 17,346   | [ 大阪府 56 ] | [ 摂津市 15 ] |
| 2022年（令和04年） | 9,081    | 9,081    | 18,162   | 9,172    | 9,140    | 18,312   | [ 大阪府 57 ] | [ 摂津市 16 ] |
| 2023年（令和05年） | 9,176    | 9,342    | 18,518   |          |          |          | [ 大阪府 58 ] |               |

## 駅周辺

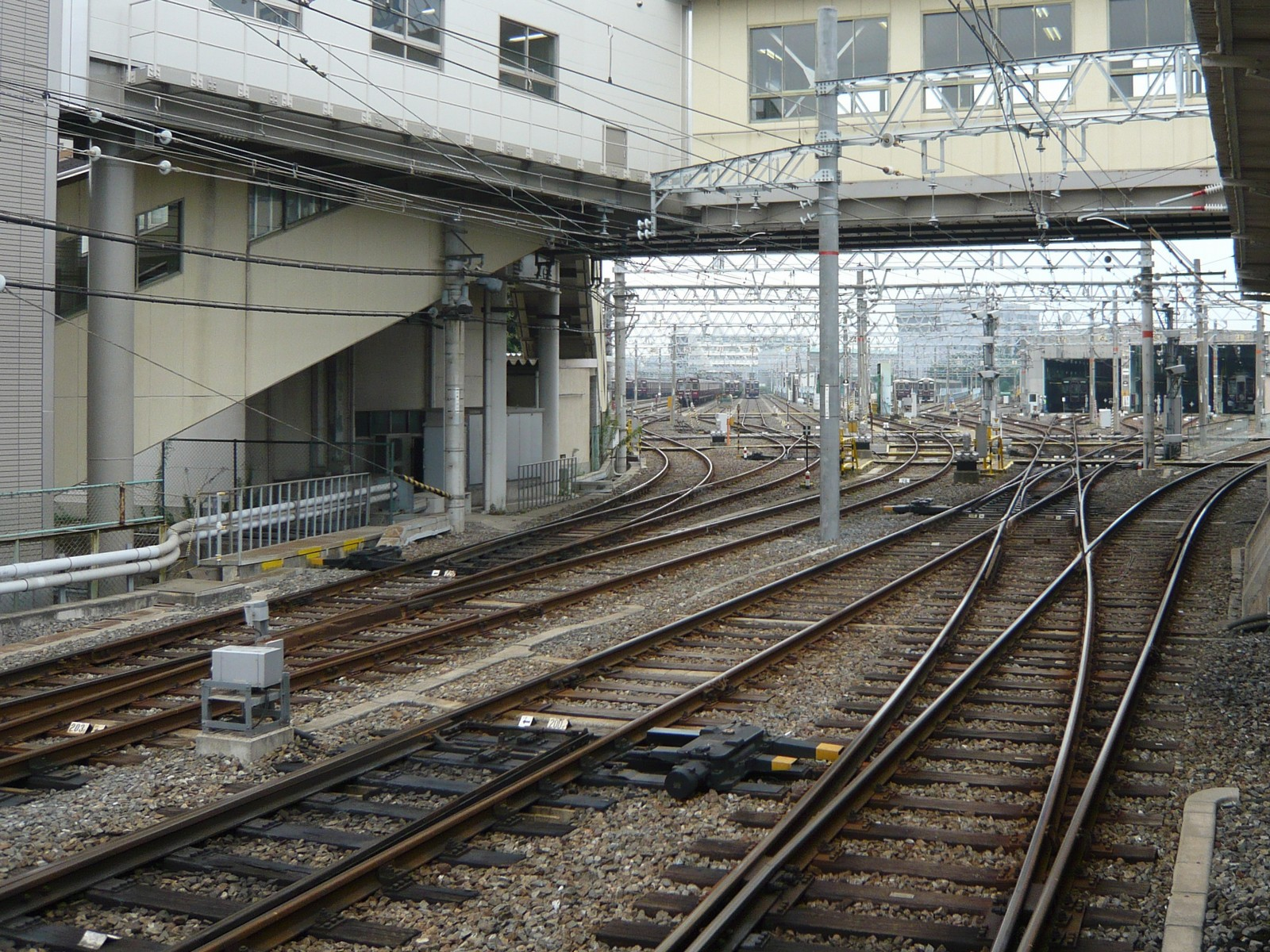
正雀車庫

周囲には大学や高校が複数立地しており、朝夕には学生の利用で混雑する。
駅前にバスは乗り入れないが、近隣のバス停に千里丘駅方面への近鉄バスやJR吹田駅・岸辺駅方面への阪急バスが停車する（いずれも当駅からは少々歩く）。
- 阪急正雀車庫・工場（アルナ車両併設）
- 大阪学院大学
- 大阪学院短期大学
- 大阪学院大学高等学校
- 大阪人間科学大学
- 大阪薫英女学院中学校・高等学校
- 大阪薫英女子短期大学
- 星翔高等学校
- 摂津市民図書館
- 摂津正雀郵便局
- 正雀駅前商店街
- 大阪府道142号正雀停車場線
- 大阪府道147号正雀一津屋線
- 大阪府道14号大阪高槻京都線
- 岸辺駅 - JR京都線

## その他
- 昔、東口の南側（サークルK摂津正雀駅前店の向かい）に阪急そばがあった。
- Osaka Metro今里筋線の井高野駅から当駅やJR京都線の岸辺駅を経て、摂津市駅やJR千里丘駅方面への延伸の提案がなされている。

## 隣の駅

### 阪急電鉄
■京都本線
■快速特急・■特急・■通勤特急・■準特急・■急行・■準急
通過
■普通
相川駅 (HK-65) - （東吹田信号所） - 正雀駅 (HK-66) - 摂津市駅 (HK-67)

### 記事本文